# 마고 프라이스
마고 프라이스(Margo Price, 1983년 4월 15일 ~ )는 미국의 컨트리 싱어송라이터이다.

## 음반 목록
- Midwest Farmer's Daughter (2016)
- All American Made (2017)
- That's How Rumors Get Started (2020)